# Tipo Funcional de Ecosistema

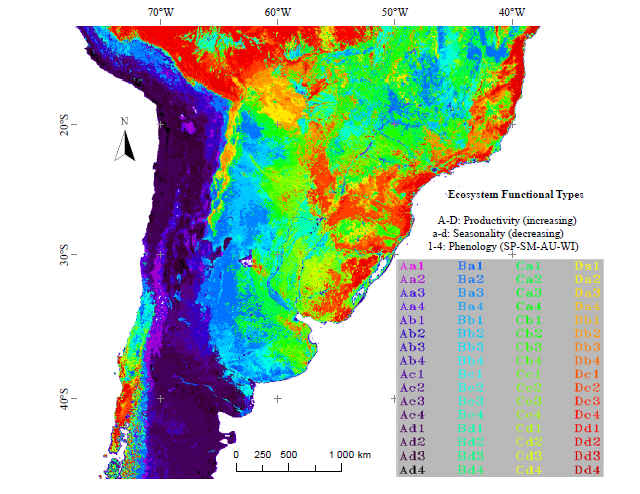
Fig.1: Tipos Funcionales de Ecosistemas de Sudamérica basados en el índice de vegetación EVI-MODIS (Alcaraz-Segura, et al. 2013). El mapa muestra los TFEs del periodo 2001-2008.

Tipo Funcional de Ecosistema (TFE) (Fig.1) es un nuevo concepto ecológico relacionado con el funcionamiento ecosistémico. Los Tipos Funcionales de Ecosistemas (TFEs) son grupos de ecosistemas con dinámicas similares en los intercambios de materia y energía entre la biota y el ambiente físico. Este concepto es análogo al de Tipos Funcionales de Plantas. En este sentido, al igual que las especies de plantas se agrupan sobre la base de sus características funcionales, los ecosistemas se pueden agrupar de acuerdo con su comportamiento funcional. 
Una de las aproximaciones más utilizadas para llevar a la práctica el concepto, ha sido la identificación de TFEs a partir de las dinámicas de la productividad primaria, uno de los descriptores más esenciales del funcionamiento ecosistémico.

## Historia
Soriano y Paruelo (1992) propusieron la idea de “Biozonas” para identificar unidades de vegetación que comparten características del funcionamiento ecosistémico, término que da pie al concepto de TFEs. Shugart (1997) fue uno de los primeros en utilizar el término TFE para referirse a "componentes agregados de ecosistemas cuyas interacciones entre sí y con el medio ambiente producen diferencias en los patrones de la estructura y dinámica del ecosistema”. Walker (1997) propuso el uso de un término similar, el de tipos funcionales de vegetación, para designar grupos de Tipos Funcionales de Plantas (TFPs) que constituyen los diferentes estados de sucesión vegetal en los ecosistemas de no-equilibrio. El mismo término fue aplicado por Scholes et al. (1997) en un sentido más amplio para hacer referencia a aquellas áreas que tienen atributos ecológicos similares, tales como la composición de las TFPs, la estructura de la vegetación, la fenología del dosel, la biomasa vegetal o la productividad primaria. Valentini et al. (1999) define las unidades funcionales de paisaje, centrándose en parches de la superficie de la tierra que son capaces de intercambiar materia y energía con la atmósfera y mostrar una respuesta coordinada y específica a los factores ambientales. Además, varios estudios han aplicado teoría de dinámica de parches y Alcaraz-Segura et al. (2006) definen el concepto de TFEs como lo conocemos en la actualidad. Desde entonces, diversos autores han implementado la idea o desarrollado metodologías similares para caracterizar el funcionamiento ecosistémico y la heterogeneidad ambiental a escala regional .

## Identificación de TFEs
Para identificar los TFEs se utilizan series temporales de Índices de Vegetación (IV), que caracterizan la dinámica de las ganancias de carbono (p.ej: NDVI, EVI). Aunque también se pueden usar otros descriptores del balance de materia y energía (p.ej: albedo o temperatura superficial de la tierra) . Los TFEs se obtienen para una serie temporal.
Para construirlos se utilizan tres descriptores de la curva anual o dinámica estacional de los índices espectrales de vegetación. Estos capturan la mayor variabilidad de la serie temporal (Fig.2):

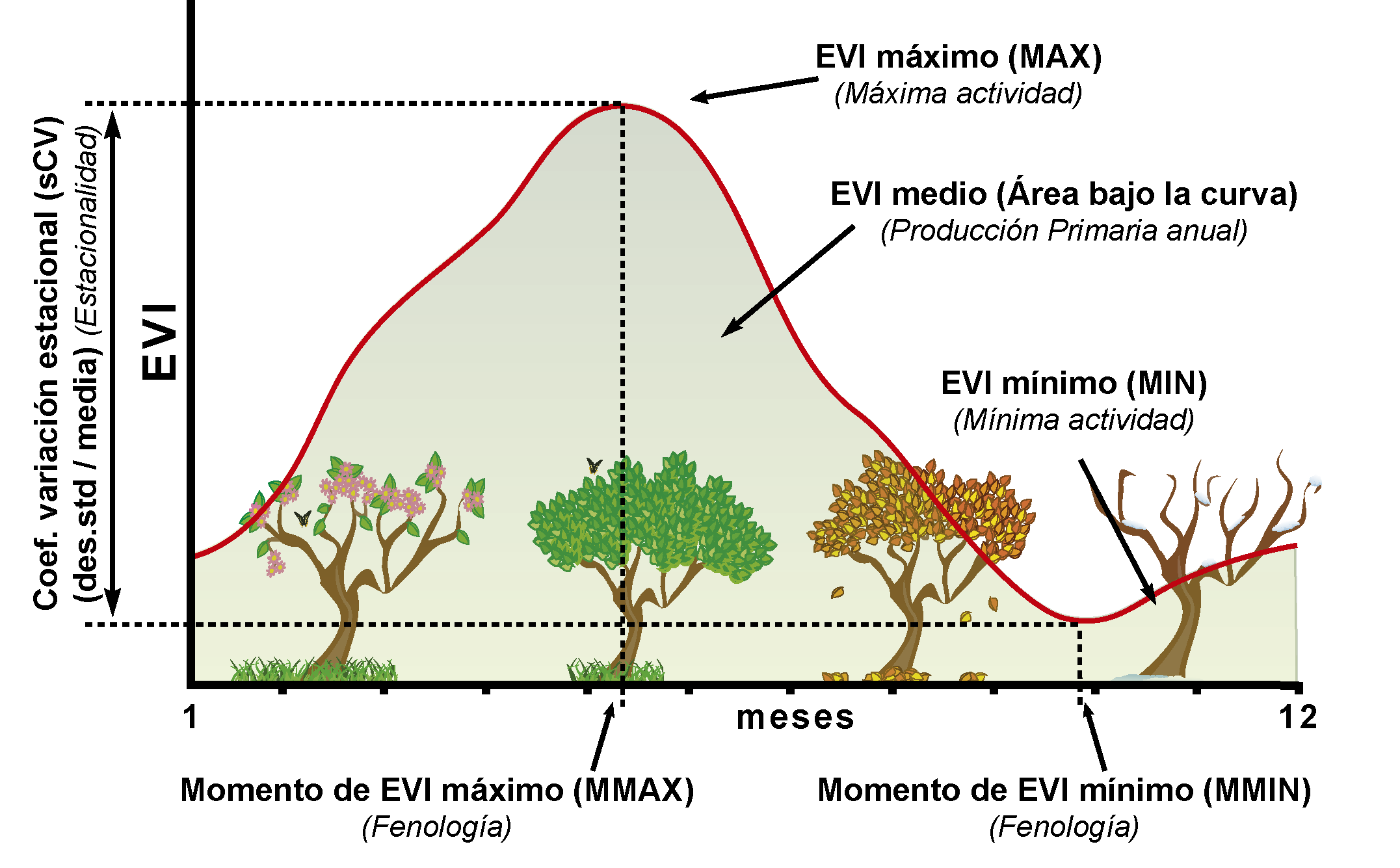
Fig.2: Curva anual media del índice de vegetación (IV) utilizado para la construcción de TFEs.

- Media anual del IV: estimador de la productividad primaria y una de los descriptores más integradores del funcionamiento ecosistémico.
- Coeficiente de variación intra-anual del IV: descriptor de la estacionalidad o diferencias en las ganancias de carbono entre estaciones.
- Fecha en la que se alcanza el valor máximo del IV: indicador fenológico de la estación de crecimiento.[22][23]

El rango de valores de cada uno de los tres descriptores de la dinámica estacional del IV se divide en cuatro intervalos, lo que da lugar al número potencial de TFEs.
A partir de la identificación de estos intervalos se pueden denominar los TFEs de acuerdo con la nomenclatura sugeridad por Alcaraz-Segura et al. (2013), basada en el empleo de dos letras y un número. De acuerdo con este método, la primera letra asignada va en mayúscula y corresponde al valor medio del índice de vegetación. Dicha letra avanza en el orden alfabético a medida que aumenta el valor del IV. Así, para cuatro intervalos del valor medio del IV se emplean las letras A,B,C y D, de tal forma que la letra A corresponde al intervalo de menor valor, y la D al de mayor valor. La segunda letra, en minúscula, hace referencia al intervalo de valores que describen la estacionalidad del ecosistema. Dicha letra avanza en el orden alfabético a medida que disminuye el valor de la estacionalidad, de tal forma que la letra a designa al intervalo de valores correspondientes a los ecosistemas más estacionales, y la d al de ecosistemas con doseles vegetales estacionales. A estas dos letras se le añade un número, la estación del año en la que el ecosistema muestra el valor máximo del IV (1-4 para primavera, verano, otoño e invierno). 
Los TFEs pueden definirse para cada estación de crecimiento o para un conjunto de años usando la mediana de los valores interanuales. 
Los ejemplos de cálculo de TFEs realizados han usado distintas fuentes de datos satelitales: AVHRR-NOAA, MODIS y Landsat.

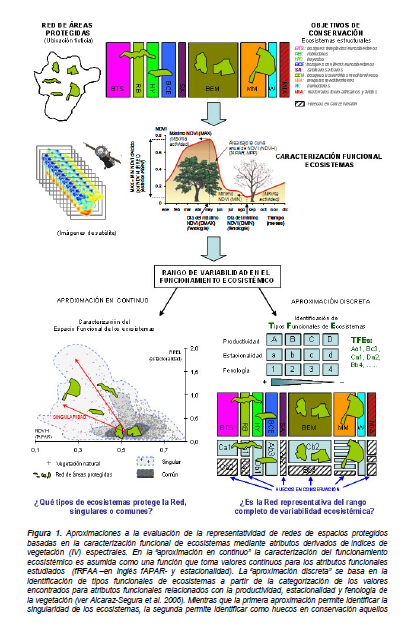
Fig.3: Aproximaciones a la evaluación de la representatividad de Redes de Espacios Protegidos (Cabello et al. 2008) basadas en la caracterización funcional derivada de IV

## Aplicaciones de los TFEs
- Capturar la heterogeneidad espacial y temporal del funcionamiento del ecosistema .[23][14]

- Conocer la diversidad funcional de una región mediante la caracterización de la riqueza y equitatividad de TFEs en parches de paisaje. La riqueza de TFEs se calcula contando el número de TFEs que tienen lugar en una ventana móvil a lo largo de nuestra zona de interés.[16]

- Evaluar los controles ambientales y antropogénicos de la diversidad funcional.[23]

- Identificar prioridades geográficas en conservación[24] y evaluar la representatividad en el funcionamiento de Redes de Espacios Protegidos (Fig.3).[25]

- Evaluar y seguir los cambios en el nivel de provisión de servicios ecosistémicos intermedios o de soporte .[26][27]

- Incorporar a modelos de superficie terrestre (land-surface models) y a los modelos de circulación general de la atmósfera los cambios interanuales en las propiedades biofísicas de los ecosistemas.[28][29][30][31]

## Ventajas de su uso
- Las clasificaciones funcionales proporcionan un marco útil para entender los cambios ecológicos a gran escala.[23]

- Los cambios de los ecosistemas son percibidos más rápidamente a través de la caracterización del funcionamiento que mediante la evaluación de sus componentes estructurales. El intercambio de energía y materia de un ecosistema tiene una respuesta más corta frente a cambios.[32]

- El funcionamiento de los ecosistemas puede ser monitoreado fácilmente y con una alta frecuencia temporal mediante teledetección .[1] El producto de índices de vegetación de imágenes de satélite puede tener distintas resoluciones tanto espaciales como temporales, lo que permite comparar los resultados a varias escalas.

- Los atributos funcionales permiten la evaluación cualitativa y cuantitativa de los servicios ecosistémicos .[33]